# Vaclav Smil
Vaclav Smil (Plzeň, 9 dicembre 1943) è un ambientalista ceco naturalizzato canadese, docente emerito presso la Facoltà di Scienze ambientali dell'Università di Manitoba a Winnipeg. I suoi interessi di ricerca, interdisciplinari, vertono principalmente sul cambiamento climatico, sull'antropizzazione, sulla storia della innovazione tecnologica, sulle fonti energetiche e sulle relative politiche pubbliche.

## Biografia
Smil nacque durante la seconda guerra mondiale a Plzeň, a quel tempo parte del protettorato tedesco di Boemia e Moravia e oggi in Repubblica Ceca. Cresciuto in una remota cittadina di montagna, Smil dovette tagliare la legna ogni giorno per riscaldare la sua casa. Questa attività lo spinse ad interessarsi all'efficienza energetica.
Dopo la laurea in Scienze Naturali conseguita all'Università Carolina di Praga, si rifiutò di aderire al Partito Comunista, ma nonostante i rischi che ciò comportava riuscì a trovare lavoro presso un ufficio di pianificazione regionale. Sposò Eva, studentessa di medicina, con la quale nel 1969, in seguito all'invasione sovietica della Cecoslovacchia, emigrò negli Stati Uniti, lasciando il paese mesi prima che i sovietici chiudessero i confini. Nei due anni successivi, Smil conseguì un dottorato in geografia presso il College of Earth and Mineral Sciences della Pennsylvania State University.

### Posizione sull'energia
Smil è scettico sul fatto che ci sarà una rapida transizione verso l'energia pulita, credendo che ci vorrà molto più tempo di quanto molti prevedono. Egli ha dichiarato: "Non ho mai sbagliato su queste importanti questioni energetiche e ambientali perché non ho nulla da vendere".
Smil ha osservato nel 2018 che carbone, petrolio e gas naturale forniscono ancora il 90% dell'energia primaria mondiale. Nonostante decenni di crescita delle nuove tecnologie per l'energia rinnovabile, la percentuale mondiale di energia fornita dai combustibili fossili è aumentata dal 2000. Sottolinea che "la più grande sfida a lungo termine nel settore industriale sarà quella di sostituire il carbonio fossile utilizzato nella produzione di ferro primario, cemento, ammoniaca e plastica", che rappresentano il 15% del consumo totale di combustibili fossili a livello globale. Smil è favorevole alla riduzione della domanda di combustibili fossili attraverso il risparmio energetico e la lotta agli sprechi, e propone che il prezzo dell'energia rifletta i suoi costi reali, comprese le emissioni di gas serra.
Smil crede che la sola crescita di tipo economico debba finire, che tutta la crescita dovrebbe essere logistica piuttosto che esponenziale e che gli esseri umani potrebbero consumare livelli molto più bassi di materiali ed energia in maniera più efficiente.

### Posizione sulla crescita economia
Smil crede che la crescita economica debba finire e che tutta la crescita debba essere logistica piuttosto che esponenziale e che gli esseri umani potrebbero e dovrebbero consumare livelli molto più bassi di materiali ed energia.

## Vita privata
Sua moglie Eva è un medico e suo figlio David è un chimico organico.
Vive in una casa con un ottimo ed inusuale isolamento termico, coltiva alcuni dei cibi che consuma e mangia carne una volta a settimana. Legge dai 60 ai 110 libri non tecnici all'anno e tiene un elenco di tutti i libri che ha letto dal 1969. "Non intende avere mai un cellulare".

## Premi e riconoscimenti
È membro della Royal Society of Canada (Science Academy) e ha ricevuto l'Award for Public Understanding of Science and Technology dall'American Association for the Advancement of Science nel 2000. Nel 2010 è stato inserito dalla rivista Foreign Policy nella lista dei 100 migliori pensatori globali. Nel 2014 è stato insignito dell'onorificenza di Ordine del Canada dal Governatore generale.

## Opere

### Saggi
- (EN) How to Feed the World: The History and Future of Food, Viking/Penguin, 2025, ISBN 978-0593834510.
- (EN) Invention and Innovation: A Brief History of Hype and Failure, The MIT Press., 2023, ISBN 978-0262048057.
- (EN) Size: How It Explains the World, Viking/Penguin, 2023, ISBN 978-0241506998.
- Come funziona davvero il mondo. Energia, cibo, ambiente, materie prime: le risposte della scienza [How the world really works], collana Stile Libero, traduzione di Giacomo Manconi, Einaudi, 2022  [2021],  p. 440, ISBN 978-88-062-5645-6.
- (EN) Grand Transitions: How the Modern World Was Made, Oxford University Press, 2021, ISBN 978-0241454398.
- I numeri non mentono. Brevi storie per capire il mondo [Numers don't lie. 71 things you need to know about the world], traduzione di Giacomo Manconi, Einaudi, 2021  [2020],  p. 440, ISBN 978-88-062-5814-6.
- Crescita. Dai microrganismi alle megalopoli [Growth: From Microorganisms to Megacities], traduzione di Luciano Canova, Hoepli, 2022  [2019],  p. 718, ISBN 978-88-360-0900-8.
- Energia e Civiltà. Una storia [Energy and Civilization: A History], collana Universale Scientifica, traduzione di Luciano Canova, Milano, Hoepli, 2021  [2017],  p. 622, ISBN 978-88-360-0009-8.
- (EN) Energy Transitions: Global and National Perspectives, Santa Barbara (CA), Praeger, 2017, ISBN 978-88-360-0009-8.
- (EN) Natural Gas: Fuel for the 21st Century, Wiley, 2015, ISBN 978-1119012863.
- (EN) Power Density: A Key to Understanding Energy Sources and Uses, The MIT Press, 2015, ISBN 978-0262029148.
- (EN) Making the Modern World: Materials and Dematerialization, Wiley, 2013, ISBN 978-1119942535.
- (EN) Made in the USA: The Rise and Retreat of American Manufacturing, The MIT Press, 2013, ISBN 978-0262019385.
- (EN) Should We Eat Meat? Evolution and Consequences of Modern Carnivory, Wiley, 2013, ISBN 978-1118278727.
- (EN) Harvesting the Biosphere; What We Have Taken from Nature, The MIT Press, 2013, ISBN 978-0262018562.
- (EN) Japan’s Dietary Transition and Its Impacts, The MIT Press, 2012, ISBN 978-0313381775.
- (EN) Prime Movers of Globalization: The History and Impact of Diesel Engines and Gas Turbines, The MIT Press, 2010, ISBN 978-0262014434.
- (EN) Energy Myths and Realities: Bringing Science to the Energy Policy Debate, The AEI Press, 2010, ISBN 978-0844743288.
- (EN) Energy Transitions: History, Requirements, Prospects, Praeger, 2010, ISBN 978-0313381775.
- (EN) Why America Is Not a New Rome, The MIT Press, 2010, ISBN 978-0262195935.
- (EN) Global Catastrophes and Trends: The Next Fifty Years, The MIT Press, 2008, ISBN 978-0262195867.
- (EN) Oil: A Beginner's Guide, Oneworld Publications, 2008, ISBN 978-1851685714.
- (EN) Energy in Nature and Society: General Energetics of Complex Systems, The MIT Press, 2008, ISBN 978-0262693561.
- (EN) Energy: A Beginner's Guide, Oneworld Publications, 2006, ISBN 978-1851684526.
- (EN) Transforming the Twentieth Century: Technical Innovations and Their Consequences, Oxford University Press, 2006, ISBN 978-0195168754.
- (EN) Creating the Twentieth Century: Technical Innovations of 1867–1914 and Their Lasting Impact, Oxford University Press, 2005, ISBN 978-0195168747.
- (EN) China’s Past, China’s Future, RoutledgeCurzon, 2004.
- (EN) Energy at the Crossroads: Global Perspectives and Uncertainties, The MIT Press, 2003.
- (EN) The Earth's Biosphere: Evolution, Dynamics and Change, The MIT Press, 2002.
- (EN) Enriching the Earth: Fritz Haber, Carl Bosch and the Transformation of World Food Production, The MIT Press, 2001.
- (EN) Feeding the World: A Challenge for the 21st Century, The MIT Press, 2000.
- (EN) Energies: An Illustrated Guide to the Biosphere and Civilization, The MIT Press, 1998.
- (EN) Cycles of Life: Civilization and the Biosphere, Scientific American Library, 1997.
- Energy in World History [Storia dell'energia], Il Mulino, 2000  [1994],  p. 420, ISBN 978-88-150-7763-9.
- (EN) China's Environment: An Inquiry into the Limits of National Development, M. E. Sharpe, 1993.
- (EN) Global Ecology: Environmental Change and Social Flexibility, Routledge, 1993.
- (EN) General Energetics: Energy in the Biosphere and Civilization, Wiley, 1991.
- (EN) Energy in China's Modernization, M.E. Sharpe, 1988.
- (EN) Energy Food Environment: Realities Myths Options, Oxford University Press, 1987.
- (EN) Carbon Nitrogen Sulfur: Human Interference in Grand Biospheric Cycles, Plenum Press, 1985.
- (EN) The Bad Earth: Environmental Degradation in China, M.E. Sharpe, 1984.
- (EN) Biomass Energies: Resources, Links, Constraints, Plenum Press, 1983.
- (EN) Energy Analysis in Agriculture: An Application to U.S. Corn Production, con P. Nachman e T.V. Long, Westview Press, 1982.
- (EN) Energy in the Developing World, con W.E. Knowland, Oxford University Press, 1980.
- (EN) China's Energy: Achievements, Problems, Prospects, Praeger, 1976.